# Souselas e Botão
Souselas e Botão est une paroisse civile portugaise (en portugais : freguesia) de la municipalité de Coimbra dans le district du même nom. Elle est créée en 2013, par fusion des paroisses de Souselas et Botão.

## Géographie
Souselas e Botão est située à environ 10 km au nord de Coimbra.

## Histoire
La paroisse est créée par la loi no 11-A/2013 du 28 janvier 2013 portant réorganisation administrative du territoire des freguesias, en fusionnant les paroisses de Souselas et Botão. Son nom officiel est União das Freguesias de Souselas e Botão et son siège est fixé à Souselas.

## Démographie
Lors du recensement de 2021, Souselas e Botão compte 4 188 habitants.